# Septoria posoniensis
Septoria posoniensis är en svampart som beskrevs av Bäumler 1885. Septoria posoniensis ingår i släktet Septoria och familjen Mycosphaerellaceae.   Inga underarter finns listade i Catalogue of Life.